# Repülőgépmotor

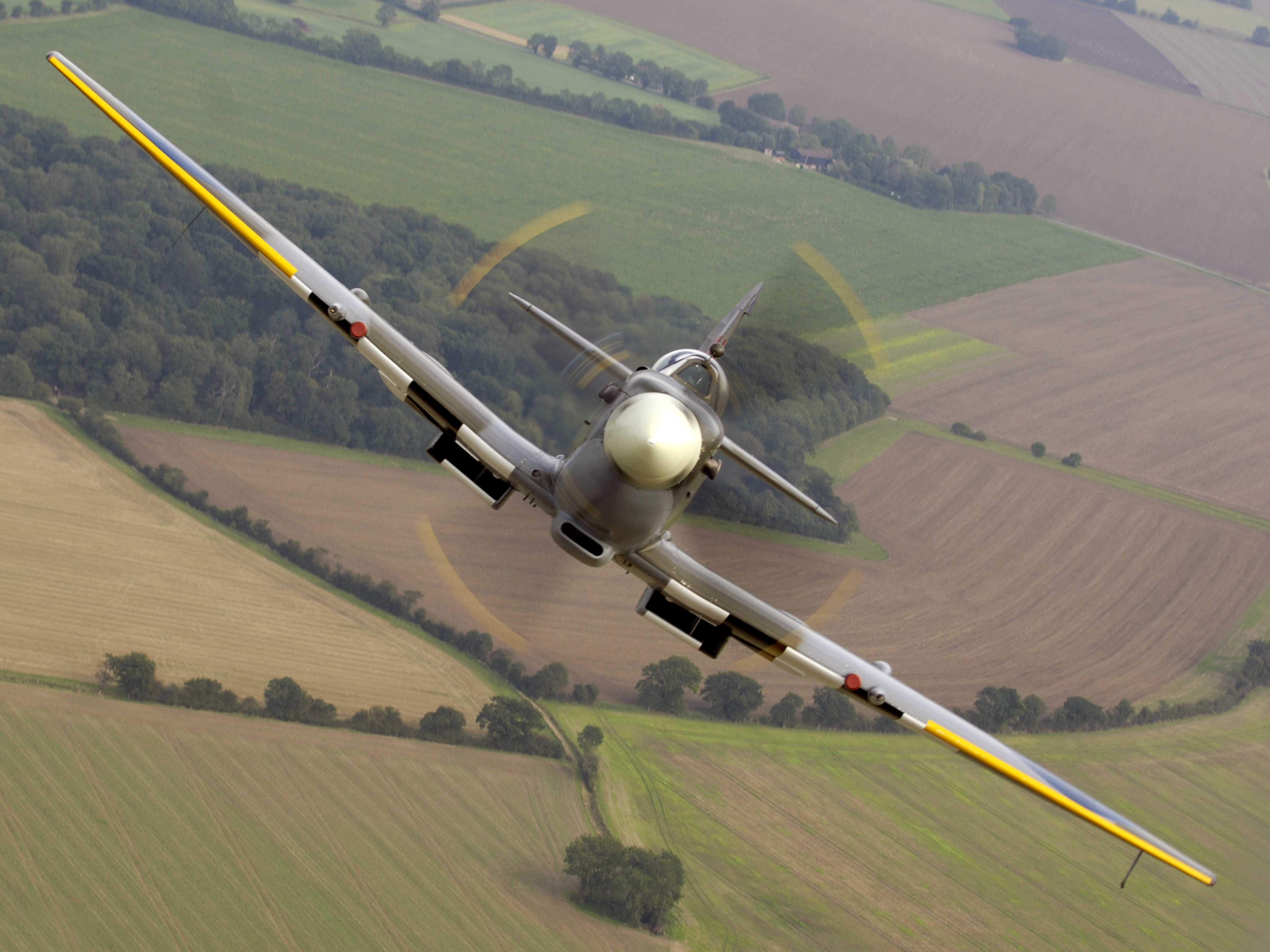
Levegő-levegő felvétel egy Spitfire repülőgépről

A repülőgépmotor vagy repülőgép-hajtómű olyan hőerőgép, amelyet a repülőgépek működéséhez szükséges vonó-, illetve tolóerő – helikopterek esetében a felhajtóerőt is beleértve – előállítására alkalmaznak.
A hajtóművek két alapvető elv szerint csoportosíthatók:
- Légcsavaros hajtás, ahol a vonó- vagy tolóerőt a forgó légcsavar tollain keletkezett felhajtóerő állítja elő. A légcsavar forgatását biztosíthatja:
  - dugattyús motor (főként benzinmotor, ritkábban dízelmotor),
  - légcsavaros gázturbina,
  - tengelyteljesítményt szolgáltató gázturbina (vagy más néven szabadturbinás hajtómű)
- Sugárhajtás, ahol a repülőgép hajtásához szükséges tolóerőt egy nagy sebességű gázsugár reakcióereje biztosítja. A gázsugarat előállíthatja:
  - gázturbinás sugárhajtómű,
  - torlósugárhajtómű,
  - pulzáló sugárhajtómű,
  - rakétahajtómű.

## Légcsavaros hajtás

### Dugattyús motor

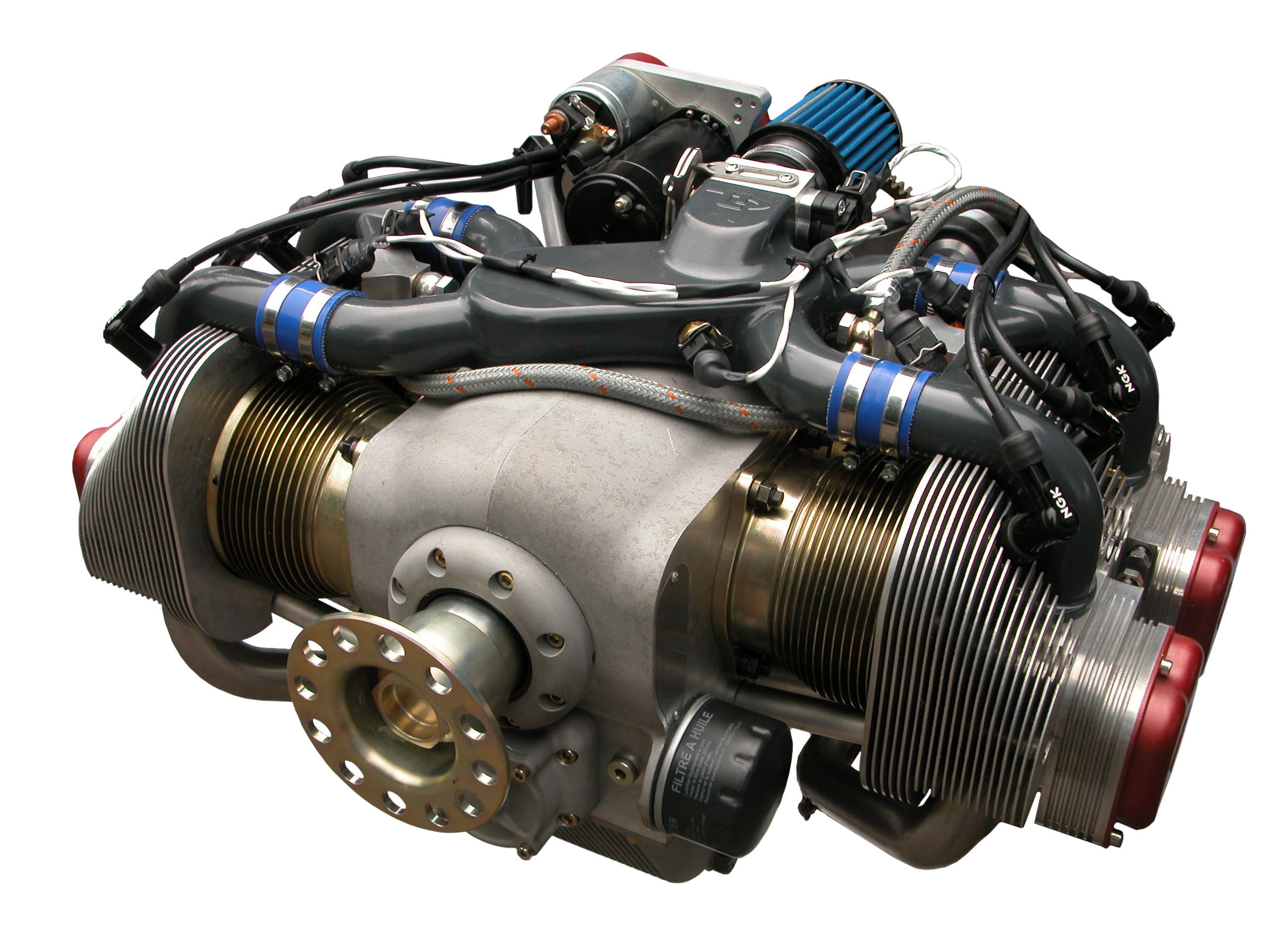
Dugattyús, boxer elrendezésű, 4 hengeres repülőgépmotor

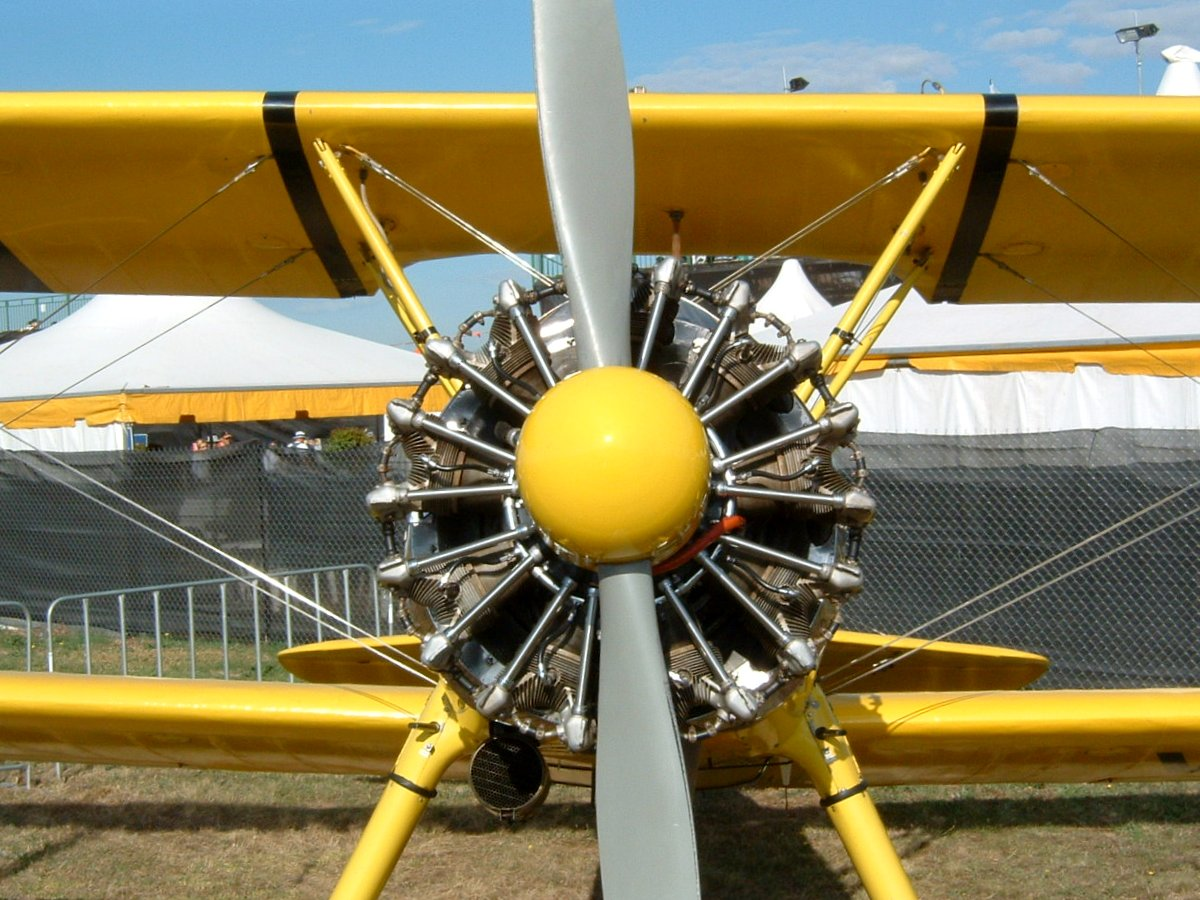
Sportrepülőgépen használt csillagmotor

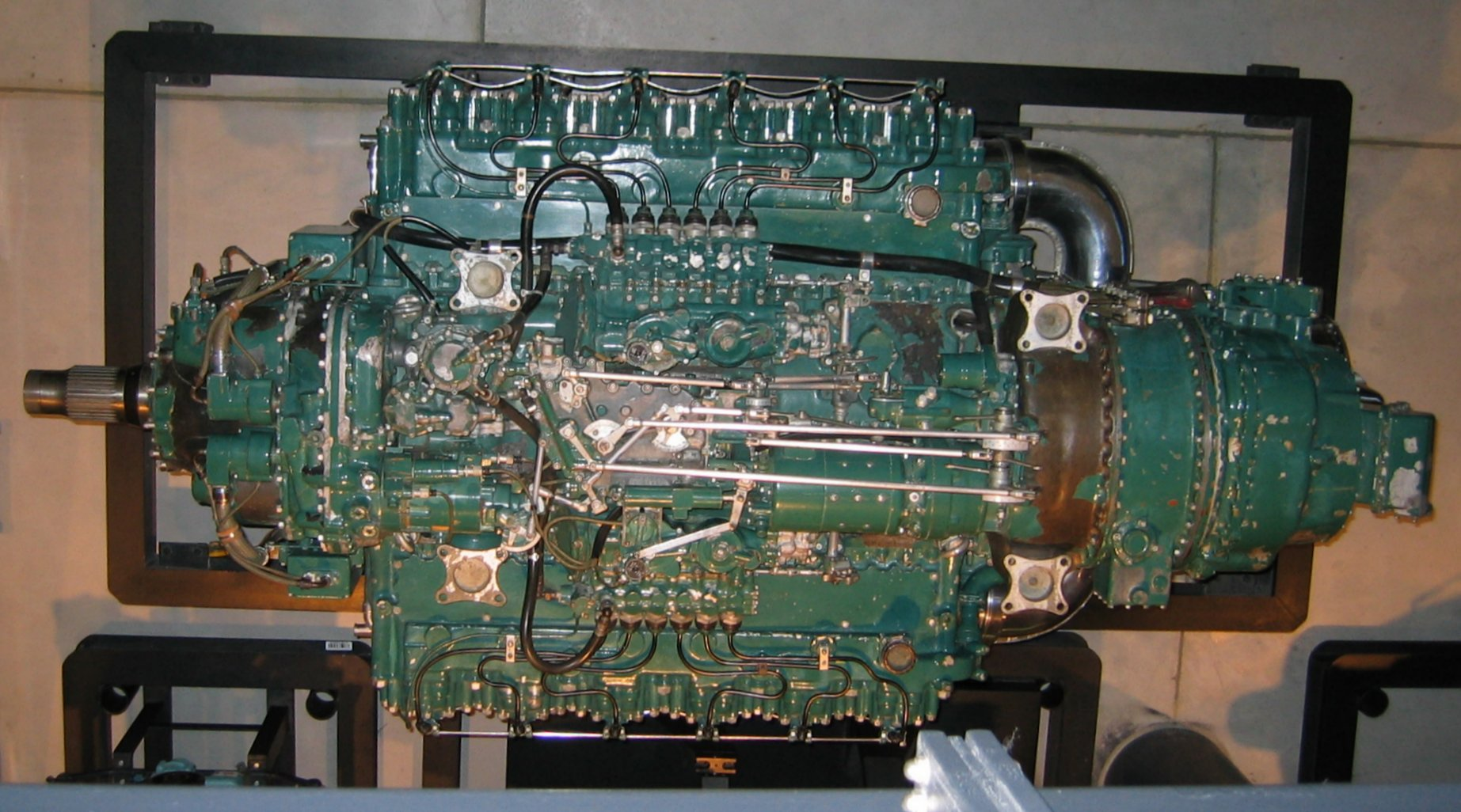
A Napier Nomad egyesítette magában a gázturbinát és a dugattyús dízelmotort

A dugattyús motor lehet benzin, vagy dízelolaj üzemű. A dízelmotorokhoz télen gyakran használják a hidegben is kedvezőbb (alacsonyabb) viszkozitású kerozint. A kisgépes repülésben legelterjedtebb a repülőbenzin (nemzetközi kódjele: AVGAS–LL100) hajtóanyagú dugattyús hajtómű. Kivitelük szerint soros, boxer vagy csillag elrendezésű hengerekkel készülnek. Többnyire kényszerléghűtéses, duplagyújtásos, mechanikusan vezérelt motorok. A dugattyús repülőgépmotor hűtését elsősorban az áramló levegő biztosítja, de a kenőolaj és az üzemanyag hűtőszerepét is figyelembe veszik a tervezés során. Ebből következően ezek ún. meleg motorok, mivel normális üzemi hőfokuk meghaladja a 100 °C-ot. A kenőolaj-hőmérséklet 120–160 °C, míg a szokásos hengerfej-hőmérséklet általában 210–250 °C között van. Építésüknél törekednek kis tömegre, a lehető legegyszerűbb szerkezeti kialakításra a minél nagyobb megbízhatóság érdekében. A gyújtásrendszer minden esetben kettőzött, így hengerenként két gyújtógyertyát építenek be. A szikrához szükséges magasfeszültséget mechanikusan, mágneses gerjesztéssel állítják elő, mellőzve az autóknál elterjedt bonyolult elektronikus gyújtásvezérlőket. A kettőzött rendszer miatt szokás bal, illetve jobb gyújtómágnesről beszélni, ebből eredően lehet a két kört külön-külön is üzemeltetni, de normális esetben mindkettő egyszerre használatos. Ha repülés közben valamelyik gyújtókör meghibásodása „berázást” eredményez, a hibás kört ki lehet kapcsolni, mivel a motor egyenetlen járását okozva veszélyezteti annak további rendes működését. Amennyiben a földi motorteszt esetében a két kör egyenként nem ad egyformán normális működést, a felszállástól el kell tekinteni. A dugattyús motorokkal speciális körülmények között (mint amilyen például a második világháborúban használt légcsavaros repülőgépekkel szemben támasztott egyre nagyobb teljesítményigény volt) elérhető vonóerő (illetve tolólégcsavar esetén tolóerő) mért maximuma akár 20 kN (kb. 2 tonna tömeg súlya) is lehet, de napjainkban a légcsavaros kisgépes repülésben az 1–3 kN (100–300 kg-os) motoronkénti vonóerő az általános.

### Légcsavaros gázturbina

Légcsavaros gázturbina működése

A légcsavaros gázturbinában az égéstérből kilépő gázsugár mozgási energiáját a kompresszort működtető turbinafokozatokon túl további turbinák beépítésével forgómozgássá alakítják át, amely a légcsavart hajtja. A légcsavaros gázturbinában a kompresszort és az összes turbinafokozatot egy tengelyre szerelik. A légcsavar és a gázturbina közé általában reduktort építenek be. Az összes hajtási elv közül a  légcsavaros gázturbinák hatásfoka a legjobb. Főként szállító repülőgépeken, vagy kisebb utasszállító repülőgépeken alkalmazzák, de a nagy zaj és az erős vibráció hátrányt jelent. Hajtóanyaga a kerozin, aminek a repülésben használt nemzetközi kódjele: JET-A1.

### Tengelyteljesítményt szolgáltató gázturbina
Főként helikoptereken alkalmazott gázturbina. Felépítése és működése hasonlít a légcsavaros gázturbinákhoz, de a tengelyteljesítmény előállítására használt turbinafokozatok külön, a kompresszort hajtó turbinafokozatoktól független tengelyen találhatók.

## Sugárhajtás

Axiálkompresszoros sugárhajtómű

### Lüktető sugárhajtómű
A lüktető sugárhajtómű egy mechanikailag egyszerű szerkezet, mely (ismétlődő ciklussal) levegőt szív a motor elején található nem-visszacsapó szelepen keresztül egy égéstérbe és meggyújtja azt. Az égés kényszeríti a füstgázokat a motor hátoldalán való kipufogásra. Egy sorozat lüktető ciklusokban állítja elő energiáját, nem pedig egy állandó kimenetből, innen ered a neve.

### Gázturbinás sugárhajtómű
A gázturbinás sugárhajtóműben a folyamatos égést fenntartó, a Joule-körfolyamatot megvalósító gázturbinás szerkezetből kilépő gázsugarat a hajtóműre szerelt fúvócsőben felgyorsítják (gyakran a hangsebesség fölé), és a kilépő gázsugár reakcióerejét (Newton harmadik törvénye értelmében) használják fel a repülőgépek hajtására.

### Torlósugárhajtómű
Működésének alapfeltétele az igen gyors repülési sebességből adódó nagynyomású levegőbeáramlás. Tervezését és tesztelését más elven működő hajtóműtípusokkal felgyorsított repülőgépekkel végezték, mivel lassú repüléskor nem lép fel elegendő torlónyomás az ilyen módon üzemelő hajtóművek számára. A torlósugárhajtómű a már meglévő gyors repülési sebesség gazdaságosabb megtartására alkalmazható, így egyes repülőgéptípusok hibrid meghajtási rendszerrel rendelkeznek az eltérő meghajtási módok előnyeinek kihasználása végett.

### Rakétahajtómű
Néhány repülőgép használta a rakétamotorokat alap meghajtásként, illetve magasság szabályzásként, különösen a Bell X-1 és az North American X-15. A legtöbb légijármű nem használja a rakétamotorokat, mert az energia- és hajtóanyag hatékonyságuk nagyon alacsony, kivéve nagy sebességnél, de használják rövid, lökésszerű sebességnövelésért, és felszállásnál. A rakétamotorok hatékonyak nagy sebességnél, mert nagy mennyiségű tolóerőt hoznak létre és tömegük kicsi.

## További fogalmak

### Utánégető

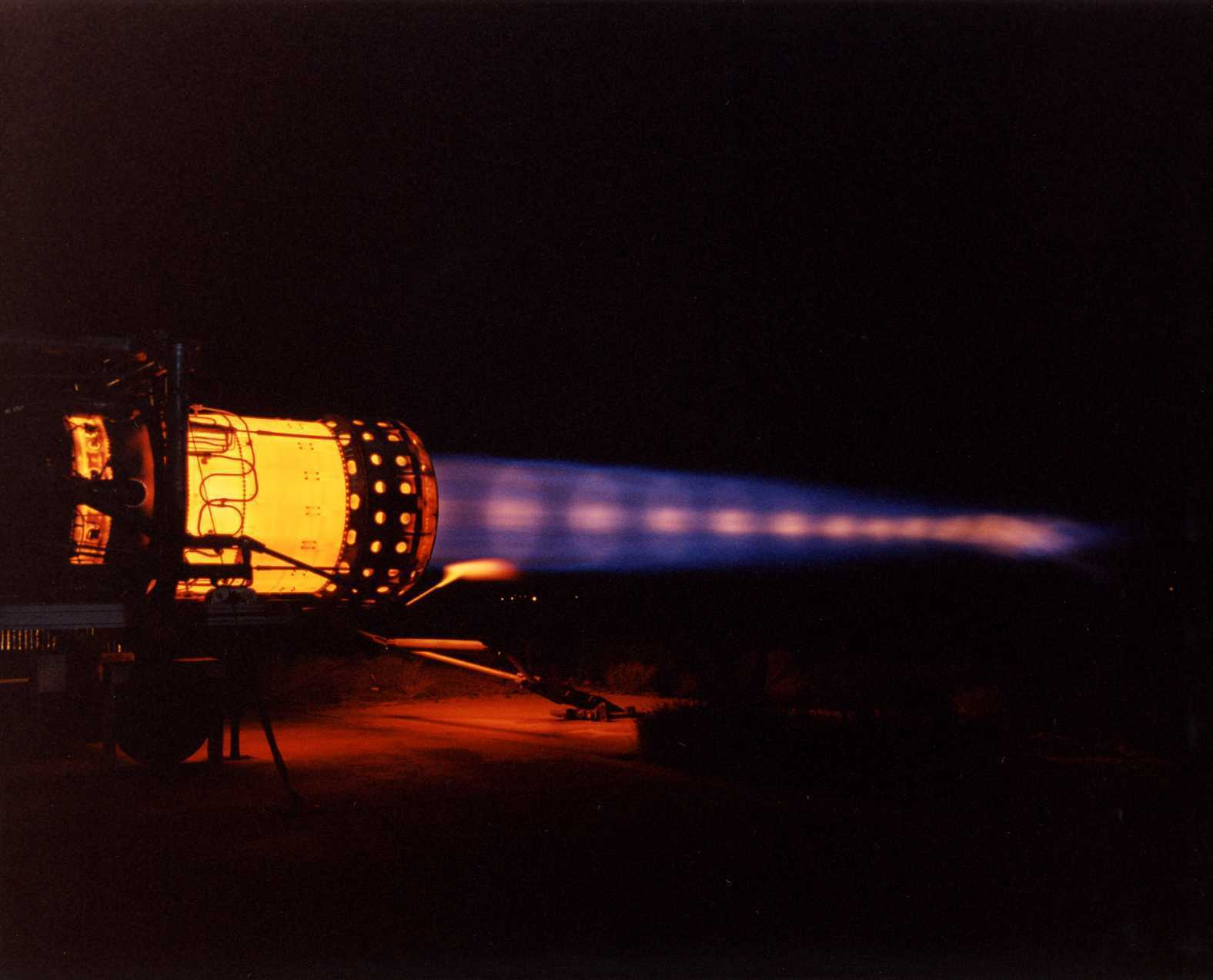
Utánégető működés közben

Utánégetőt elsősorban harci repülőgépeknél alkalmaznak a gázturbinás sugárhajtómű tolóerejének rövid idejű, de nagymértékű növelésére. Az utánégetőben a turbinából kilépő forró gázsugárba újból kerozint fecskendeznek és a képződő keveréket begyújtják, illetve az magától belobban. Igen nagy plusz tolóerő-növekedést eredményez, de ezzel együtt az üzemanyag-fogyasztás is drasztikusan megnövekszik, jelentősen csökkentve a repülőgép hatótávolságát. A többszörös hangsebesség-átlépés csak utánégető használatával lehetséges az óriási tolóerőigény miatt, bár napjainkban létezik olyan katonai repülőgép is, ami utánégető használata nélkül is képes a hangsebességnél gyorsabb repülésre. Harci szempontból hátrányos, hogy a repülőgép után húzott, jól látható forró lángcsóva igen erős jelet ad a hőkövető rakéták számára.

### Változtatható tolóerővektor
A vektorálható hajtóműveknél a gázturbinából kilépő gázsugár útjába egy vezérelhető, elmozdítható, elforgatható sugárterelő gyűrűsort tesznek, aminek segítségével a turbinából kilépő sugár irányvektora és intenzitása befolyásolható. (lásd: Szu–30) Ezáltal sokkal fordulékonyabbá válik a repülőgép, ami légi harc során döntő fontosságú lehet. Mechanikája igen költséges egységekből épül fel, így sok hajtóműgyártó mellőzi a használatát és inkább az alacsony szervizigényű és alacsony üzemeltetési költségű hajtóművek kifejlesztését szorgalmazzák. A helyből le-felszálló sugárhajtású gépek (lásd Harrier) szintén a vektorálás technikáját használják, de ott nem a manőverezhetőség fokozása a cél, hanem a talaj felé 90 fokkal lefordított gázsugáron függőlegesen történő le- és felszállási képesség. Létezik elforgatható turbólégcsavaros hajtómű is, erre példa a V–22 Osprey konvertiplán, ahol a le- és felszálláshoz a szárnyak végén függőleges helyzetbe fordított hajtóműveken forgó légcsavarok adják a szükséges emelőerőt. A helikopterszerű emelkedés után, a hajtóműveket fokozatosan visszafordítva vízszintes helyzetbe, a repülőgép előrehaladásához ugyanazok a légcsavarok adják a vonóerőt is, amíg a sebességből származó légáramlás miatt a szárnyakon termelődő felhajtóerő fokozatosan átveszi a gép súlyát.

### Tolóerő

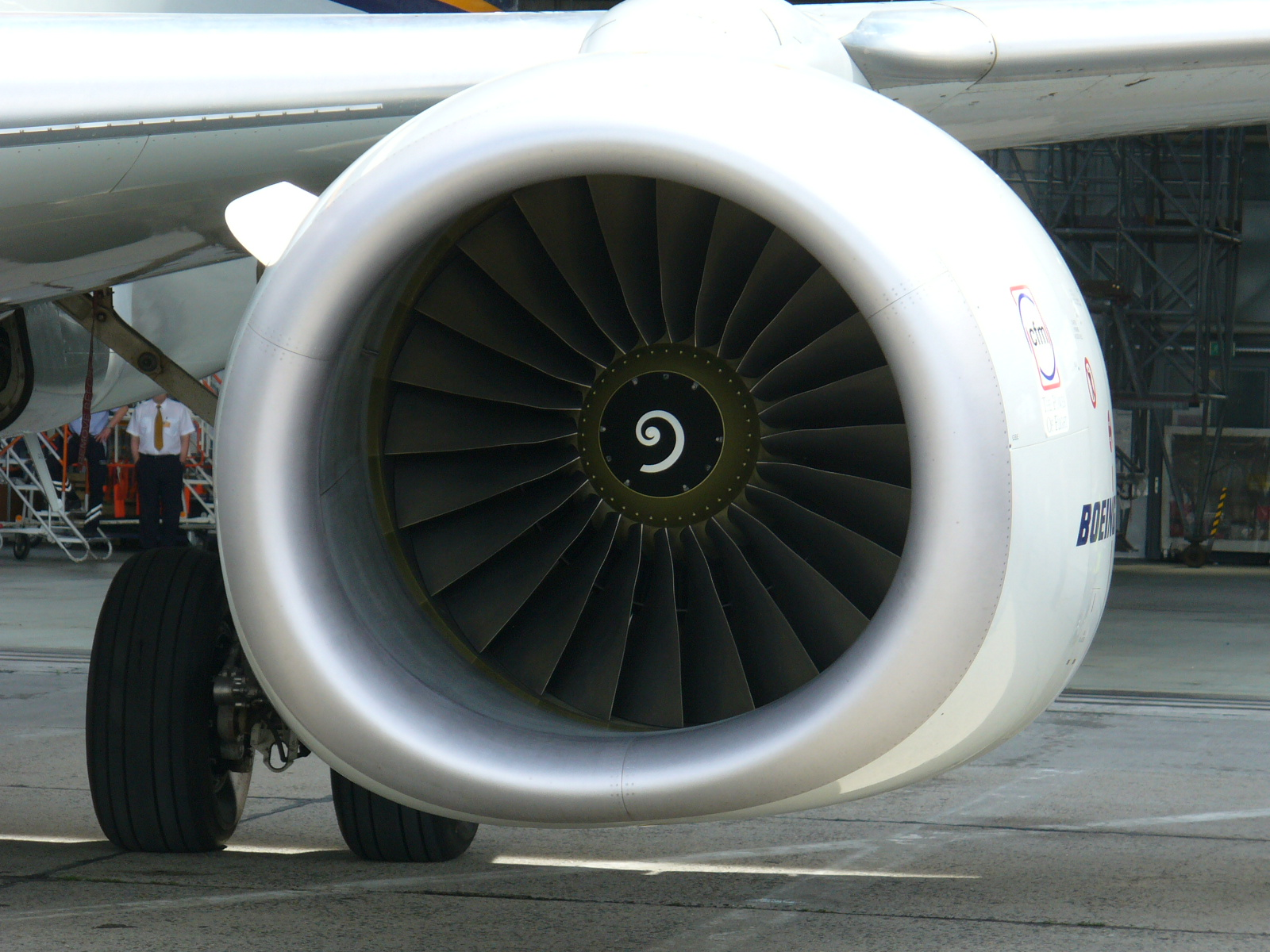
Boeing 737-es egyik hajtóműve

A gázturbinás sugárhajtóművek tolóerejét általánosan kN-ban (kilonewton) mérik. De a hozzávetőleges összehasonlításhoz szokás átszámolni kg-ra és tonnában megadni az értéket. Egy harci gép sugárhajtóműve kb. 100-150 kN tolóerőt nyújt, míg az új Airbus A380-as utasszállító gép hajtóművei egyenként kb. 310-340 kN tolóerőt biztosítanak. Ez durván annyit jelent, hogy egy-egy hajtómű kb. 30 tonnányi erővel tolja a gépet, tehát a négy hajtómű összesen kb. 120 tonna tolóerővel bőven elegendő a teljes terheléssel történő felszálláshoz, illetve egy hajtómű kiesése sem jelent katasztrófát.